# العلاقات الألمانية الغينية
العلاقات الألمانية الغينية هي العلاقات الثنائية التي تجمع بين ألمانيا وغينيا.

## مقارنة بين البلدين
هذه مقارنة عامة ومرجعية للدولتين:
| وجه المقارنة                                              | ألمانيا                                                                              | غينيا       |
| --------------------------------------------------------- | ------------------------------------------------------------------------------------ | ----------- |
| المساحة (كم2)                                             | 357.41 ألف                                                                           | 245.86 ألف  |
| عدد السكان (نسمة)                                         | 81.29 مليون                                                                          | 12.72 مليون |
| الكثافة السكانية (ن./كم²)                                 | 227.44                                                                               | 51.74       |
| العاصمة                                                   | بون، برلين                                                                           | كوناكري     |
| اللغة الرسمية                                             | اللغة الألمانية                                                                      | لغة فرنسية  |
| العملة                                                    | يورو، مارك ألماني                                                                    | فرنك غيني   |
| الناتج المحلي الإجمالي (بليون دولار)                      | 3.68 تريليون                                                                         | 10.50 مليار |
| الناتج المحلي الإجمالي (تعادل القوة الشرائية) بليون دولار | 3.92 تريليون                                                                         | 15.24 مليار |
| الناتج المحلي الإجمالي الاسمي للفرد دولار أمريكي          | 41.31 ألف                                                                            | 531         |
| الناتج المحلي الإجمالي للفرد دولار أمريكي                 | 46.40 ألف                                                                            | 1.22 ألف    |
| مؤشر التنمية البشرية                                      | 0.926                                                                                | 0.411       |
| رمز المكالمات الدولي                                      | +49                                                                                  | +224        |
| رمز الإنترنت                                              | .de                                                                                  | .gn         |
| المنطقة الزمنية                                           | توقيت وسط أوروبا، ت ع م+01:00، ت ع م+02:00، توقيت أوروبا الوسطى المعياري (ت غ م +1) ‏ | 00          |

## منظمات دولية مشتركة
يشترك البلدان في عضوية مجموعة من المنظمات الدولية، منها:
| علم المنظمة | اسم المنظمة                               | تاريخ انضمام ألمانيا | تاريخ انضمام غينيا |
| ----------- | ----------------------------------------- | -------------------- | ------------------ |
|             | مؤسسة التمويل الدولية                     | 20 يوليو 1956        | 22 أكتوبر 1982     |
|             | منظمة حظر الأسلحة الكيميائية              | 29 أبريل 1997        | ?                  |
|             | يونسكو                                    | 11 يوليو 1951        | 2 فبراير 1960      |
|             | البنك الإفريقي للتنمية                    | ?                    | ?                  |
|             | الأمم المتحدة                             | 18 سبتمبر 1973       | 12 ديسمبر 1958     |
|             | منظمة الشرطة الجنائية الدولية             | ?                    | ?                  |
|             | البنك الدولي للإنشاء والتعمير             | 14 أغسطس 1952        | 28 سبتمبر 1963     |
|             | الاتحاد البريدي العالمي                   | 1 يوليو 1875         | ?                  |
|             | مؤسسة التنمية الدولية                     | 24 سبتمبر 1960       | 26 سبتمبر 1969     |
|             | منظمة التجارة العالمية                    | ?                    | 25 أكتوبر 1995     |
|             | الفريق المعني برصد الأرض                  | ?                    | ?                  |
|             | المركز الدولي لتسوية المنازعات الاستشارية | 18 مايو 1969         | 4 ديسمبر 1968      |
|             | وكالة ضمان الاستثمار متعدد الأطراف        | 12 أبريل 1988        | 5 أكتوبر 1995      |

## وصلات خارجية
- موقع وزارة الخارجية الألمانية